# Caenolestes
Caenolestes és un gènere de marsupials de l'ordre dels paucituberculats. Amb cinc espècies diferents, és l'únic gènere del grup que no és monotípic. Totes les espècies viuen a la regió dels Andes, a Sud-amèrica.